# Bernd Merz
Bernd Merz (* 8. Juni 1956 in Bremerhaven; † 18. Februar 2024 in Hamburg) war ein deutscher Pfarrer und Medienbeauftragter.

## Leben
Nach dem Abitur studierte er Theologie und wurde im Anschluss an sein Vikariat als Pfarrer der evangelisch-Lutherischen Landeskirche Hannovers ordiniert. Er arbeitete zunächst als Gemeindepastor in Handorf, Kirchenkreis Winsen (Luhe). Ab 1986 war er zugleich Moderator des Fernsehgottesdienstes „Telekirche im III.“ im NDR Fernsehen.
Von Herbst 1989 bis Anfang 1996 arbeitete er als Referent und Redakteur im Evangelischen Rundfunkreferat der norddeutschen Kirchen in Hamburg. Im März 1996 wurde Bernd Merz Evangelischer Fernsehbeauftragter der norddeutschen Kirchen und Leiter der Dienststelle Hamburg. Von September 1996 bis März 2001 war er Evangelischer Rundfunkbeauftragter beim NDR (Hörfunk- und Fernsehbeauftragter in Personalunion) und Leiter des Evangelischen Rundfunkreferates an vier Standorten (Zentralredaktion Hamburg mit Redaktionen in Hannover, Kiel und Schwerin).
Von April 2001 bis September 2007 war er Rundfunkbeauftragter des Rates der EKD und Mitinitiator der Verleihung des Deutschen Kinderpreises. Zusätzlich war er Rundfunkbeauftrager der Vereinigung Evangelischer Freikirchen. Sein Nachfolger ist Markus Bräuer.
Am 1. Oktober 2007 wurde Merz für zwei Jahre zum Geschäftsführer des gemeinnützigen Fernsehsenders Bibel TV bestellt, nachdem er vorher bereits Vorsitzender des Programmbeirats von Bibel TV gewesen war. Er wurde dafür von seiner bisherigen Funktion als Rundfunkbeauftragter freigestellt. Zu seinen Aufgaben bei Bibel TV gehörte der Aufbau des Jugendsenders Tru Young Television. Danach hat Merz den Sender verlassen. Er ist aber noch in einzelnen Sendungen zu sehen, u. a. in der Sendereihe „Zeugen sein“ und „Hoffnungsvoll“.
Seit Anfang 2010 war Merz Geschäftsführer der Matthias-Film, einer im Besitz der evangelischen Kirche befindlichen Firma, die Kino- und Fernsehfilme für den Unterricht an Schulen und Kirchengemeinden zur Verfügung stellt.
Mit Beginn des Jahres 2011 wurde er darüber hinaus zum weiteren Geschäftsführer von Radio Paradiso, dem einzigen christlichen Sender in Berlin berufen.
Er war Vorsitzender der Jury Kinderprogramme des Robert-Geisendörfer-Preises.
Am 18. Februar 2024 starb Bernd Merz nach schwerer Krankheit in Hamburg.